# Tōdai-ji
Tōdai-ji (東大寺?   gran templo oriental) es un templo budista que se encuentra en Nara, Japón. Alberga una estatua gigante del Buda Vairocana (llamado dainichi en japonés; significa "Buda que brilla a lo largo del mundo como el sol"), conocido simplemente como daibutsu (Gran Buda), al igual que otras grandes figuras de Buda en Japón. El templo también sirve como los cuarteles japoneses de la escuela Kegon del budismo. Aun habiendo sido reconstruido 2 veces por causa de incendios provocados por la guerra siendo así un 33% más pequeño que el original, ostenta el récord mundial siendo la construcción de madera más grande del mundo.

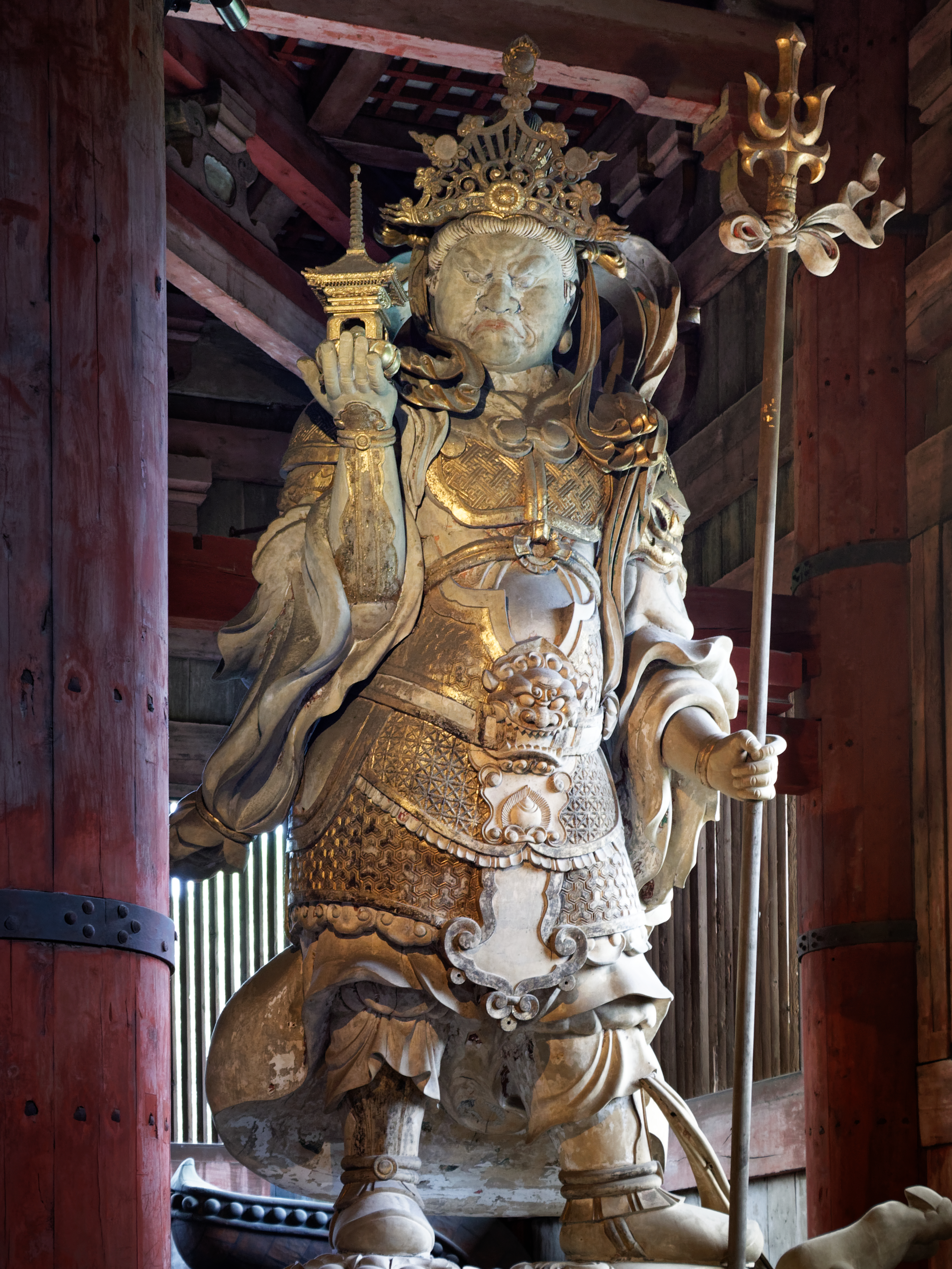
Vaisravana (Kubera)

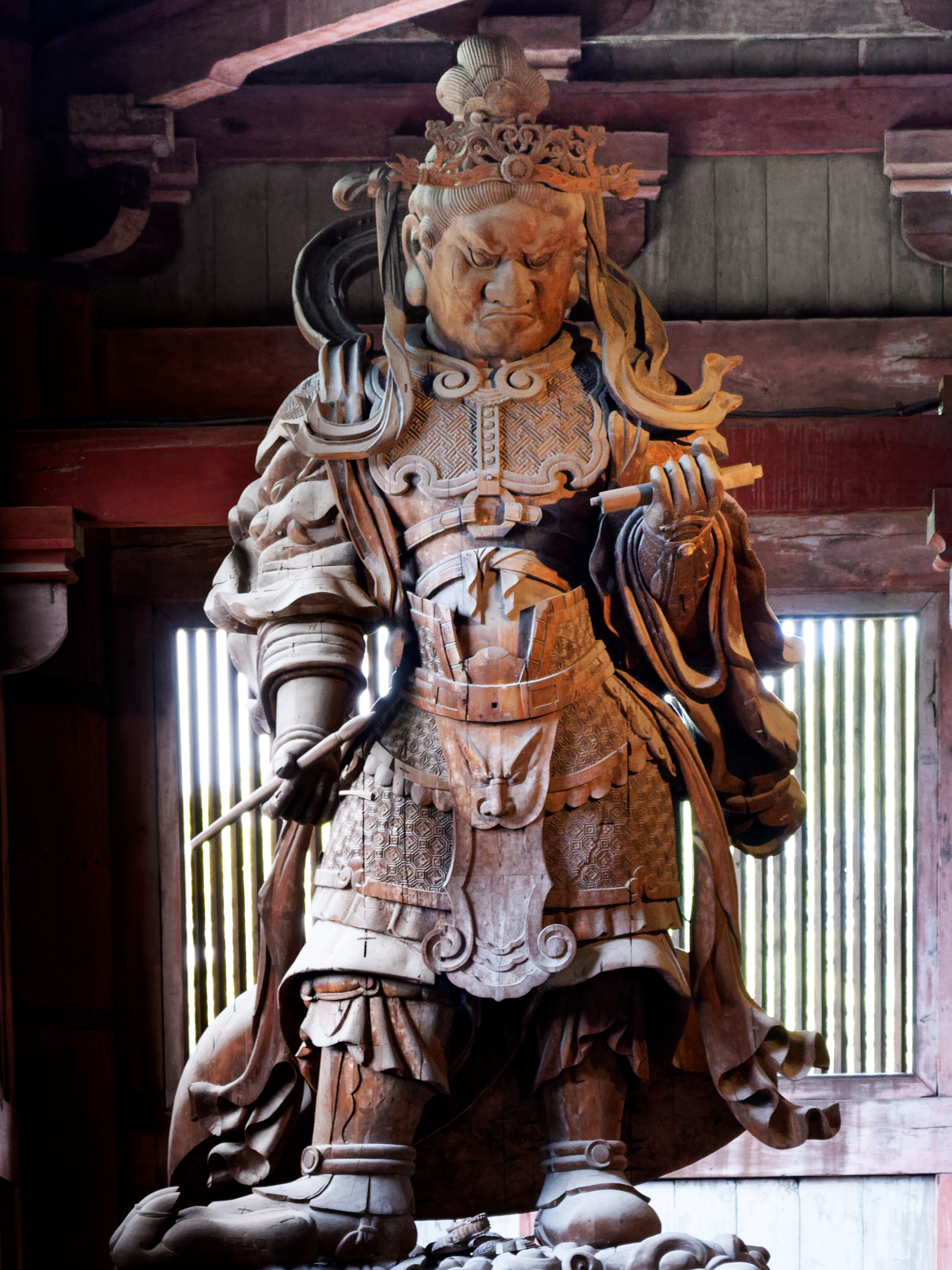
Virūpākṣa

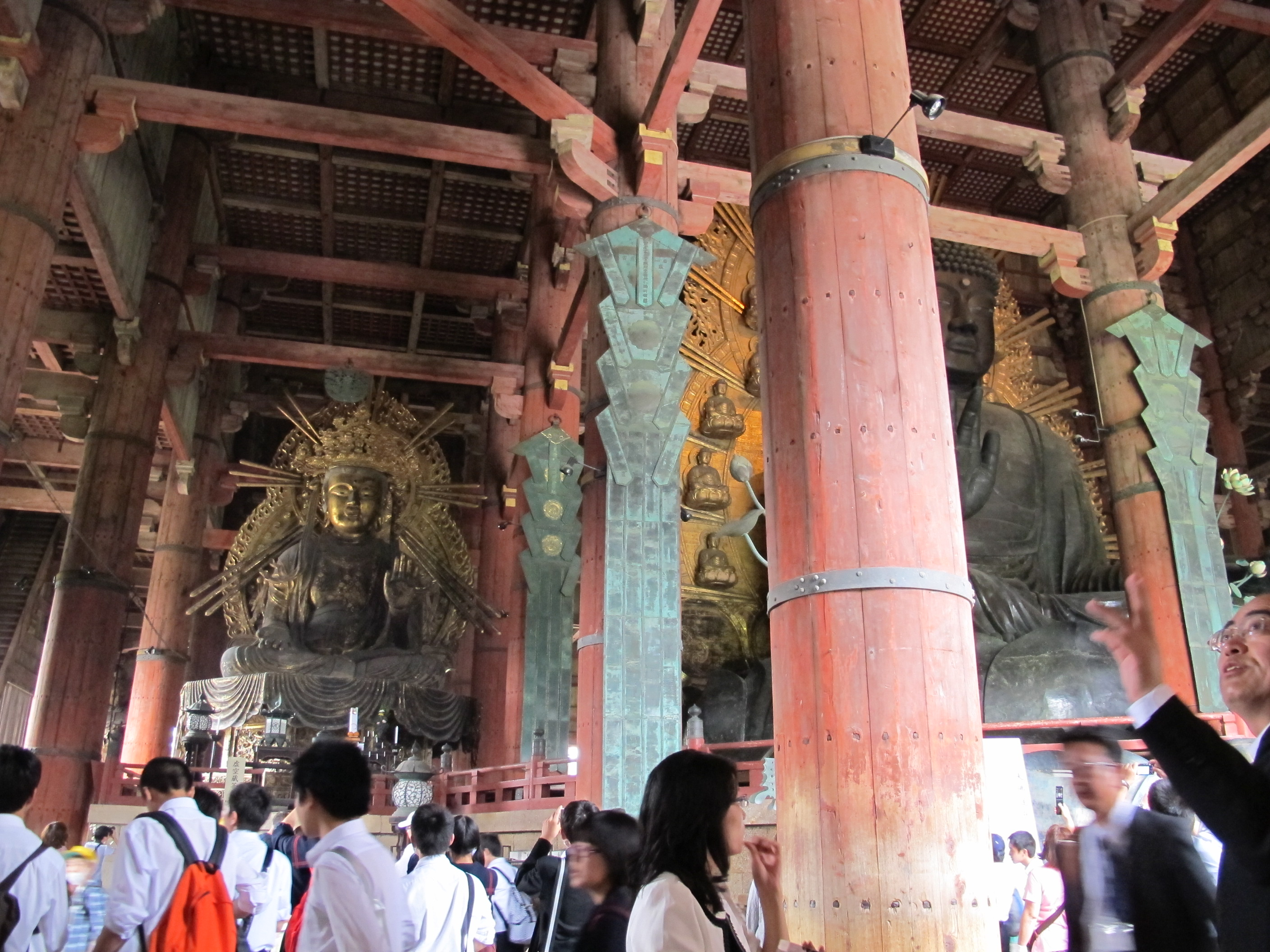
Kokūzō Bosatsu

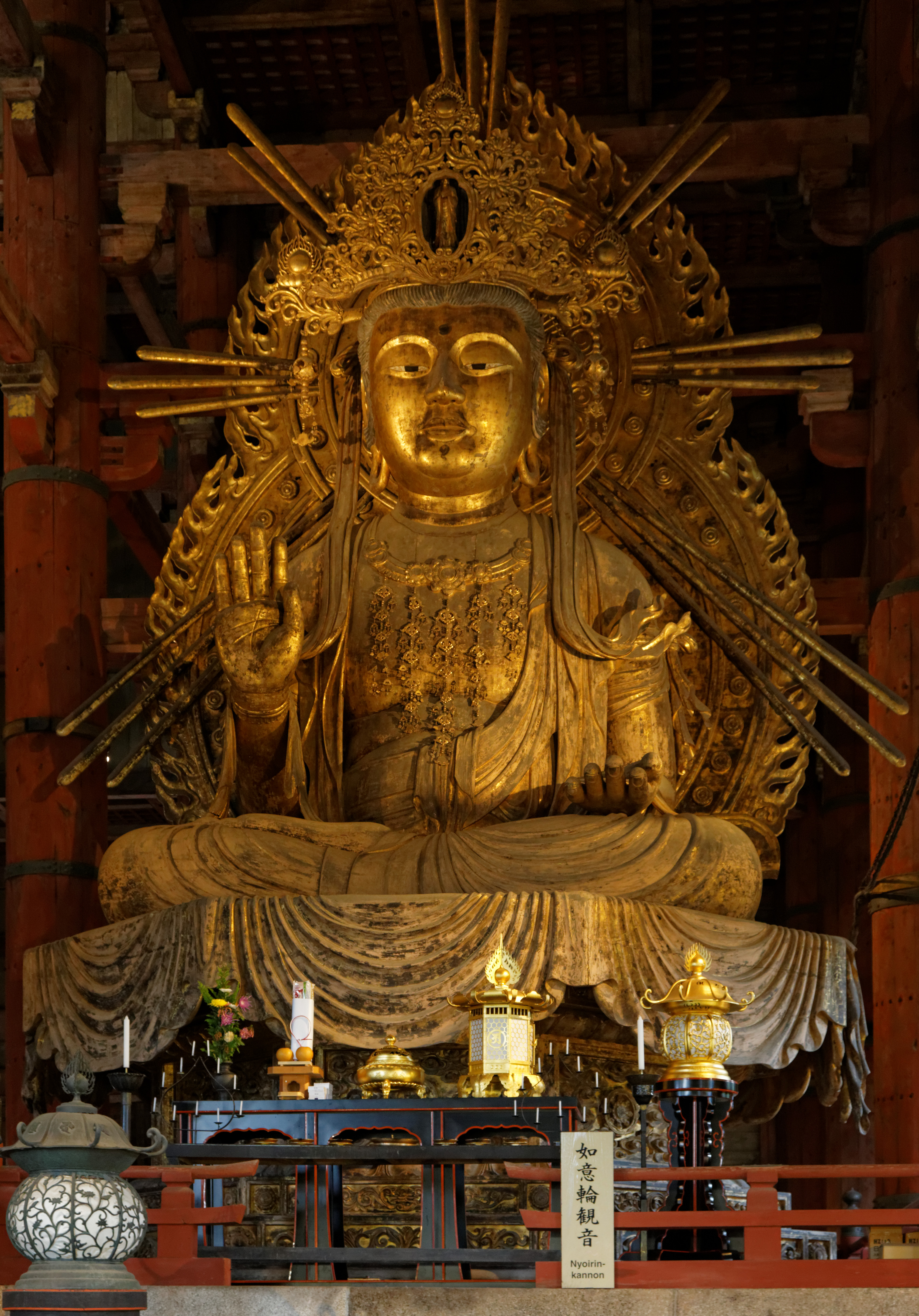
Nyoirin-kannon

Los ciervos sika, protegidos oficialmente como tesoros nacionales y considerados como mensajeros de los dioses  por el sintoísmo, vagan por el terreno libremente. Son utilizados como reclamo turístico y se les puede alimentar, previa compra de una especie de obleas que venden dentro del recinto, además ellos se dejan tocar y llegan a oler las obleas desde metros para luego acompañarte para que les des obleas, en cambio hay otras veces que cuando no les das las obleas te llegan a morder empujar o atacar, por lo que no muestran ningún temor hacia las personas.
El templo y su área circundante, junto a otros edificios, fueron declarados por la Unesco como Patrimonio de la Humanidad como parte de los "Monumentos históricos de la antigua Nara" en 1998.

## Historia

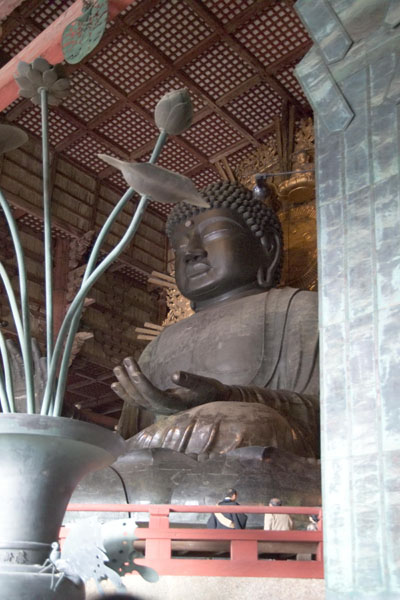
El Daibutsu de Tōdai-ji, un templo budista Kegon en Nara (Japón). Una representación de Vairóchana.

El comienzo de la construcción de un templo donde actualmente está el complejo Tōdai-ji puede remontarse a 728, cuando el emperador Shōmu estableció Kinshōsen-ji (金鐘山寺) como una forma de conciliación por el príncipe Motoi (基王), su primer hijo habido con su consorte del clan Fujiwara Kōmyōshi. El príncipe Motoi murió un año después de su nacimiento.
Durante la era Tenpyō, Japón padeció varios desastres y epidemias. Fue después de pasar por estos problemas cuando el emperador Shōmu promulgó una ley en 741 para promover la construcción de templos provinciales por todo el país. Tōdai-ji (aún llamado Kinshōsen-ji en aquella época) fue escogido como el templo de la provincia de Yamato y la cabeza de todos los templos provinciales. Con el supuesto golpe de Estado de Nagaya en 729, un estallido de viruela alrededor de 735–737, empeorado por años seguidos de cosechas pobres, luego seguidos por una rebelión liderada por Fujiwara no Hirotsugu en 740, el país se encontraba en una situación caótica. El emperador Shōmu había sido obligado a trasladar la capital cuatro veces, lo que indica el nivel de inestabilidad de este período.
Según la leyenda, el monje Gyoki fue al Gran santuario de Ise para reconciliar el sintoísmo con el budismo, pasando siete días con sus noches recitando sutras hasta que el oráculo declaró que el Buda Vairocana era compatible con la veneración de la diosa solar Amaterasu.
El emperador creía que el poder de Buda podría ayudar a la gente. El gran Buda fue diseñado por Kuninaka no muraji Kimimaro, cuyo abuelo fue un inmigrante del reino Baekje de Corea. Según la leyenda, alrededor de 2.600.000 personas en total ayudaron en la construcción del Budha (420.000 con contribuciones y 2.180.000 trabajando para construirlo); este número iguala a la mitad de la población de Japón en esa época, y fue con toda probabilidad exagerada. El templo fue finalizado en el 745 y el buda completado en el 751, habiendo consumido la mayoría de la producción de bronce en Japón durante varios años y dejando al país casi en bancarrota. La estatua ha sido refundida varias veces debido a razones como daños causado por terremotos y la reconstrucción del templo dos veces por incendios.
Bajo el sistema Ritsuryō de gobierno del período Nara, el budismo estaba intensamente regulado por el estado a través de la Sōgō (僧綱?  Oficina de asuntos sacerdotales). En esta época, el Tōdai-ji sirvió como templo administrativo central de los templos provinciales pues el seis escuelas budistas en Japón en aquella época: Hossō, Kegon, Jōjitsu, Sanron, Ritsu y Kusha. Cartas que datan de esta época también demuestran que las seis escuelas budistas tenían oficinas en Tōdai-ji, dotadas de administradores, santuarios y su propia biblioteca.
El budismo japonés durante aquella época aún mantenía el linaje de Vinaya y todos los monjes oficialmente aprobados tenían que ordenarse bajo el Vinaya en el Tōdai-ji. En 754, la ordenación la daba Ganjin, quien llegó a Japón después de superar apuros a lo largo de 12 años y seis intentos de cruzar el mar desde China, a la emperatriz Kōken, el anterior emperador Shōmu y otros. Más tarde los monjes budistas, incluidos Kūkai y Saichō se ordenaron aquí también. Durante la administración de Kūkai del Sōgō, se añadieron ceremonias adicionales de ordenación en Tōdai-ji, incluyendo la ordenación de los votos del bodhisattva de la Brahmajālasūtra y los preceptos esotéricos, o Samaya, de la propia escuela budista de Kukai, recientemente establecida, de Shingon. Kūkai añadió una sala Abhiseka para usarla en la iniciación de los monjes de las seis escuelas de Nara en las enseñanzas esotéricas para el año 829.
En la cumbre de su poder, la famosa ceremonia Shuni-e de Tōdai-ji fue establecida por el monje Jitchū, y sigue existiendo a día de hoy.
Cuando el centro de poder del budismo japonés se trasladó desde Nara al monte Hiei y la secta Tendai, y cuando la capitalidad se movió a Kamakura, el papel de Tōdai-ji a la hora de mantener su autoridad, también declinó.  En generaciones posteriores, el linaje Vinaya también se extinguió, a pesar de repetidos intentos de revivirlo; así que no hubo más ceremonias de iniciación en Tōdai-ji.

## Estructura
La entrada principal es a través de Nandaimon (南大門?   Gran puerta del sur). Este pórtico de 20 m, data de 1199 y es usado para cruzar la muralla que lo circunda y lo separa de la vida mundana, y acceder a un patio procesional, que en su tiempo albergara miles de peregrinos y monjes budistas．En frente de Nandaimon se encuentra el edificio principal de Tōdai-ji que contiene el daibutsu, el llamado Daibutsuden. Al oeste del daibutsuden se encuentra el Kaidanin, y detrás el Shōso-in.
Las obras de arte arquitectónicas de este lugar están clasificadas como:

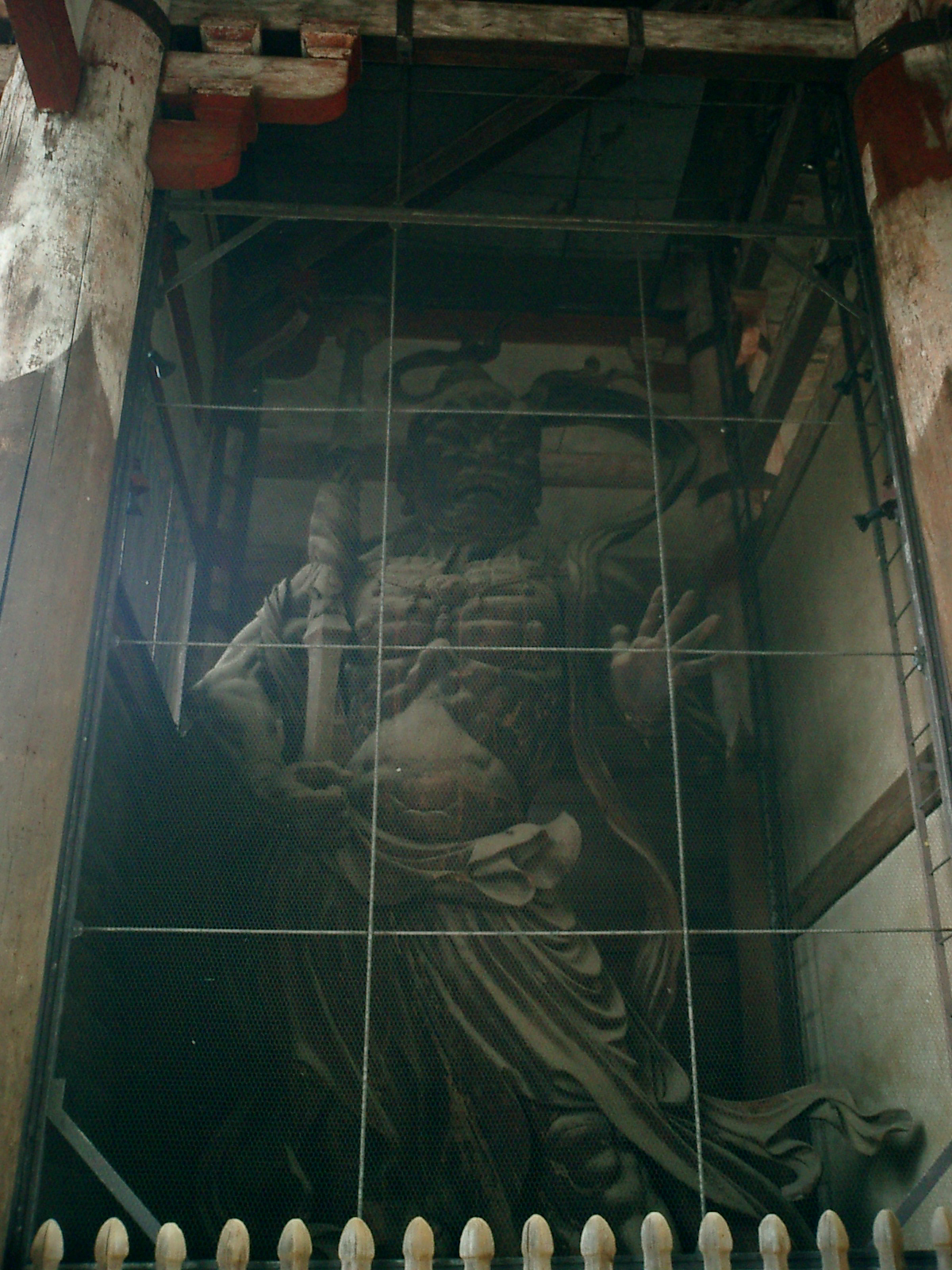
Guardián Agyō en Nandaimon, Todaiji.

| Romaji                 | Kanji           |
| ---------------------- | --------------- |
| Kon-dō (Daibutsuden)   | 金堂 (大仏殿)   |
| Nandaimon              | 南大門          |
| Kaizan-dō              | 開山堂          |
| Shōrō                  | 鐘楼            |
| Hokke-dō (Sangatsu-dō) | 法華堂 (三月堂) |
| Nigatsu-dō             | 二月堂          |
| Tegaimon               | 転害門          |

### Daibutsu-den
Es el edificio principal del templo de Tōdai-ji donde se encuentra el gran buda. Es una enorme estructura de madera de 56 × 50 × 50 m, que alberga en su interior la estatua de Buda. Uno de los pilares que sostiene el edificio tiene un agujero en su base. Los visitantes intentan pasar por el agujero, que tiene las mismas dimensiones que los orificios de la nariz del Buda. La leyenda dice que aquel que pase será bendecido con la iluminación. Los niños no suelen tener dificultades en pasar, pero los adultos a veces se atascan y necesitan ayuda para salir.

### Shōsō-in

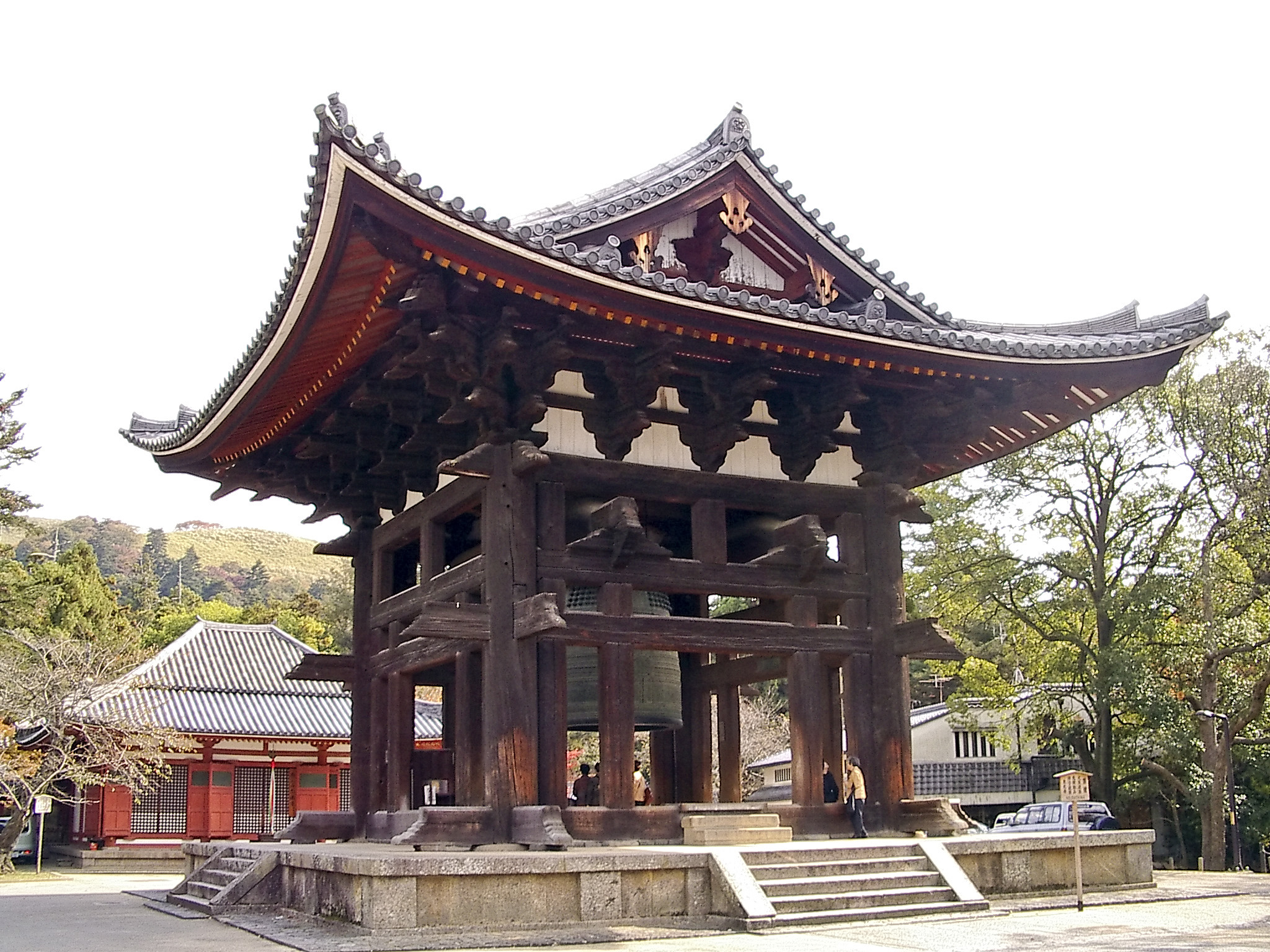
Shōrō

El Shōso-in (正倉院) es un edificio construido en el estilo azekura de cabaña de troncos, con un suelo elevado. Se encuentra al noroeste del Daibutsuden. Alberga reliquias asociadas al Emperador Shōmu y a la Emperatriz Kōmyō, así mismo como obras del periodo Tenpyō de la historia de Japón. Antiguamente fue un almacén que pertenecía a Tōdai-ji, pero después de la restauración Meiji, quedó bajo la administración del gobierno nacional, y desde la Segunda Guerra Mundial ha estado bajo la administración de la agencia imperial. Se encuentra en el registro de lugares Patrimonio de la Humanidad y es uno de los monumentos históricos de la antigua Nara. Es también un tesoro nacional de Japón.
Uno de los tesoros de Shōso-in es una regla de marfil de un shaku.

### Shōrō
Torre de la campana, que contiene la mayor campana existente en Japón, con 3,87m de altura y 3,71m de diámetro, y que fue construida en el año 752. Actualmente no se le permite a los visitantes hacerla sonar, y solamente se puede escuchar a las ocho de la tarde diariamente, y en año nuevo.